# Musikjahr 1854
Liste der Musikjahre

◄◄ | ◄ | 1850 | 1851 | 1852 | 1853 | Musikjahr 1854 | 1855 | 1856 | 1857 | 1858 | ► | ►►

Weitere Ereignisse
Dieser Artikel behandelt das Musikjahr 1854.

## Ereignisse
- Robert Schumann unternimmt am 27. Februar einen Selbstmordversuch, indem er sich in den Rhein stürzt. Er wird vom Brückenmeister Joseph Jüngermann und weiteren, unbekannten Männern gerettet.
- 30. Mai: In Bari wird das ein Jahr später zu Ehren des in der Stadt geborenen Komponisten Niccolò Piccinni benannte Opernhaus Teatro Piccinni eröffnet.

### Instrumentalmusik
- Johannes Brahms bringt folgende Werke heraus: Sonate Nr. 2 fis-Moll op. 2; Scherzo in es-Moll op. 4 und die Klaviersonate Nr. 3 in f-moll opus 5. Außerdem komponiert er Variationen über ein Thema von Robert Schumann op. 9. Im gleichen Jahr entstehen auch die Vier Balladen op. 10 und das Klaviertrio Nr. 1.
- Franz Liszt vollendet die sinfonische Dichtung Les Préludes.
- Louis Théodore Gouvy: Sinfonie Nr. 4 d-moll op. 25
- Joachim Raff komponiert La Fée d’Amour ein Konzertstück für Violine und Orchester, op. 67.
- Das Klavierkonzert Nr. 3 G-Dur op. 45 von Anton Grigorjewitsch Rubinstein wird erstmals gespielt.
- Robert Schumann komponiert die Geistervariationen. Es ist das letzte Werk des Komponisten, bevor er in die Nervenheilanstalt Bonn-Endenich eingeliefert wird.
- Richard Wagner veröffentlicht den Züricher Vielliebchen-Walzer, eines der wenigen Klavierstücke des Komponisten.

### Vokalmusik
- 11. Juni: Das Lied Die Wacht am Rhein von Max Schneckenburger wird mit der Musik von Carl Wilhelm anlässlich der Silberhochzeit des preußischen Prinzen Wilhelm, des späteren Kaisers Wilhelm I., uraufgeführt.
- Für die Inthronisation von Friedrich Mayer als Abt des Stiftes Sankt Florian am 14. September 1854 komponiert Anton Bruckner die Missa Solemnis, WAB 29.
- Anton Bruckners Elegie für Männerchor und drei Posaunen Vor Arneths Grab, WAB 53, für das Begräbnis von Michael Arneth wird am 28. März 1854 auf dem Friedhof des Stifts St. Florian aufgeführt. Anlässlich der Beerdigung komponierte er außerdem die Motette Libera me, WAB 22.
- Um 1854 komponiert Anton Bruckner während seines Aufenthalts im Stift St. Florian die Motette Tantum ergo. Es ist die letzte von acht Vertonungen des Hymnus Tantum ergo.
- Anton Bruckner: Laßt Jubeltöne laut erklingen, WAB 76

### Musiktheater
- 16. Februar: An der Pariser Opéra-Comique wird die Oper L’étoile du nord (Nordstern) von Giacomo Meyerbeer uraufgeführt. In einer veränderten zweiten Fassung hat die Oper am 19. Juli auch am Royal Opera House in London Premiere. Für dieses Werk verwendete Meyerbeer sechs Nummern aus seinem Singspiel Ein Feldlager in Schlesien. Ludwig Rellstab übersetzt das Libretto von Eugène Scribe noch im selben Jahr, und Ende 1854 kann die Oper in Stuttgart auf die Bühne gebracht werden.
- 08. März: Die Oper La Punizione von Giovanni Pacini wird im Teatro La Fenice in Venedig uraufgeführt.
- 22. März: Die Uraufführung der Oper Die Nibelungen von Heinrich Dorn findet in Weimar statt.
- 20. April: Die Oper Die Bilderstürmer von Johann Friedrich Kittl hat ihre Uraufführung am Ständetheater in Prag.
- 06. Mai: Nach dem Durchfall am 6. März des Vorjahres hat die Oper La traviata von Giuseppe Verdi in ihrer revidierten Fassung neuerlich ihre Uraufführung am Teatro La Fenice in Venedig, diesmal mit durchschlagendem Erfolg.

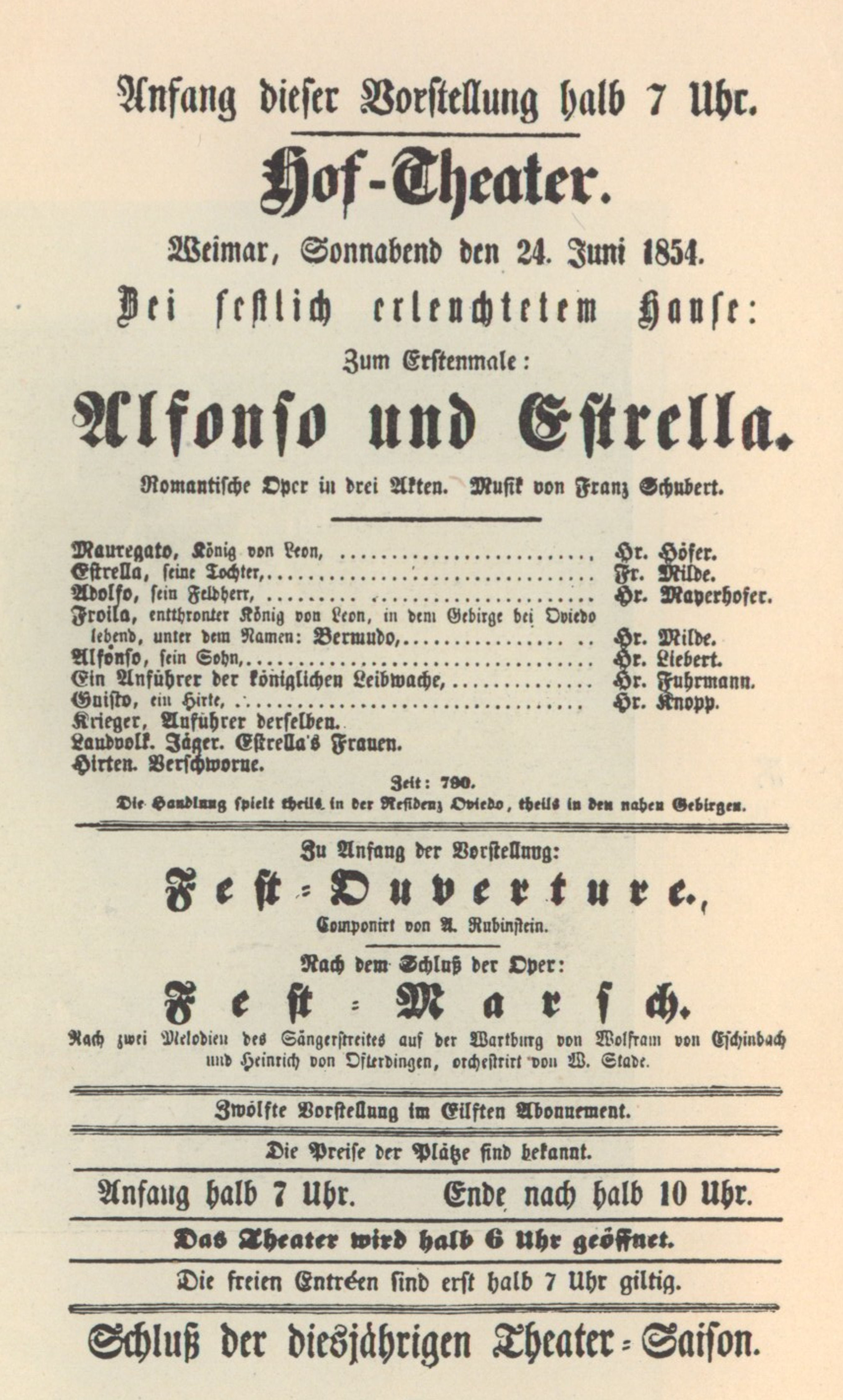
Theaterzettel Hoftheater Weimar 1854, ohne Nennung des Librettisten und des Dirigenten

- 24. Juni: 26 Jahre nach dem Tod des Komponisten erfolgt die Uraufführung der Oper Alfonso und Estrella von Franz Schubert unter der Leitung von Franz Liszt am Hoftheater Weimar. Das Libretto stammt von Franz von Schober.
- 23. September Uraufführung des sog. Künstlerlebensbildes Mozart mit der Begleitmusik von Franz von Suppè.
- 18. Oktober: Die Uraufführung der Oper La nonne sanglante (Die blutige Nonne) von Charles Gounod findet in Paris statt.
- 10. Dezember: Das Oratorium L’enfance du Christ von Hector Berlioz wird erstmals vollständig aufgeführt. Es besteht aus den drei Teilen Le songe d’Hérode (Der Traum des Herodes), La fuite en Égypte (Die Flucht nach Ägypten) und L’arrivée à Sais (Die Ankunft in Sais).
- 16. Dezember: Die dreiaktige Oper Le muletier de Tolède von Adolphe Adam nach einem Libretto von Adolphe Philippe d’Ennery und Charles Clairville wird in Paris im Théâtre-Lyrique uraufgeführt.
- 21. Dezember: Die Uraufführung der komischen Oper Der Advokat von Ferdinand Hiller erfolgt in Köln.
- 24. Dezember: Nur knapp eine Woche nach der Uraufführung seiner vorhergehenden Oper führt Adolphe Adam ebenfalls am Théâtre-Lyrique in Paris seine einaktige Oper À Clichy, épisode de la vie d’un artiste erstmals auf. Das Libretto stammt von Adolphe Philippe d’Ennery und Eugène Grange.

Weitere Bühnenwerksuraufführungen
- Emilio Arrieta: Der Komponist verfasst die Zarzuela La cacería real.
- In Weimar wird die Oper Die sibirischen Jäger von Anton Grigorjewitsch Rubinstein erstmals im deutschsprachigen Raum aufgeführt. Das Werk ist eine Übersetzung der russischen Oper Sibirskie ochotniki.
- Charles Gounod komponiert das kleine Oratorium Tobie.

### Unterhaltungsmusik
- Johann Strauss (Sohn): Der Komponist bringt im Jahr 1854 folgende Werke heraus: Schnee-Glöckchen (Walzer) op. 143; Novellen (Walzer) op. 146; Schallwellen (Walzer); op. 148; Ballg’schichten (Walzer) op. 150; Myrthen-Kränze (Walzer) op. 154; La Viennoise-Polka op. 144; Bürgerball-Polka op. 145; Musen-Polka op. 147; Elisen-Polka op. 151; Haute volée-Polka op. 155; Schnellpost-Polka op. 159; Erzherzog-Wilhelm-Genesungs-Marsch op. 149; Napoleon-Marsch op. 156; Alliance-Marsch op. 158; Carnevals-Spectakel-Quadrille op. 152; Nordstern-Quadrille op. 153.

## Geboren

### Januar bis Juni
- 09. Januar: Jewgenija Eduardowna Linjowa, russische Altistin, Folkloristin und Hochschullehrerin († 1919)
- 10. Januar: Heinrich Köselitz, deutscher Schriftsteller und Komponist († 1918)
- 10. Jänner: Richard von Perger, österreichischer Komponist, Dirigent und Musikpädagoge († 1911)
- 15. Januar: Eduard Nawiasky, österreichischer Opernsänger († 1925)
- 21. Januar: George Musgrove, australischer Opern- und Theaterunternehmer († 1916)
- 31. Januar: Paula Dürrnberger, österreichische Pianistin und Klavierpädagogin († 1915)
- 27. Februar: Emil Jülich, deutscher Liedermacher und Karnevalsschlager-Komponist († 1923)
- 05. März: Philip Hale, US-amerikanischer Organist und Musikkritiker († 1934)
- 09. März: Richard Henrion, deutscher Komponist und Militärkapellmeister († 1940)
- 20. März: Claudius Blanc, französischer Komponist († 1900)
- 26. März: Braulio Dueño Colón, puerto-ricanischer Komponist († 1934)

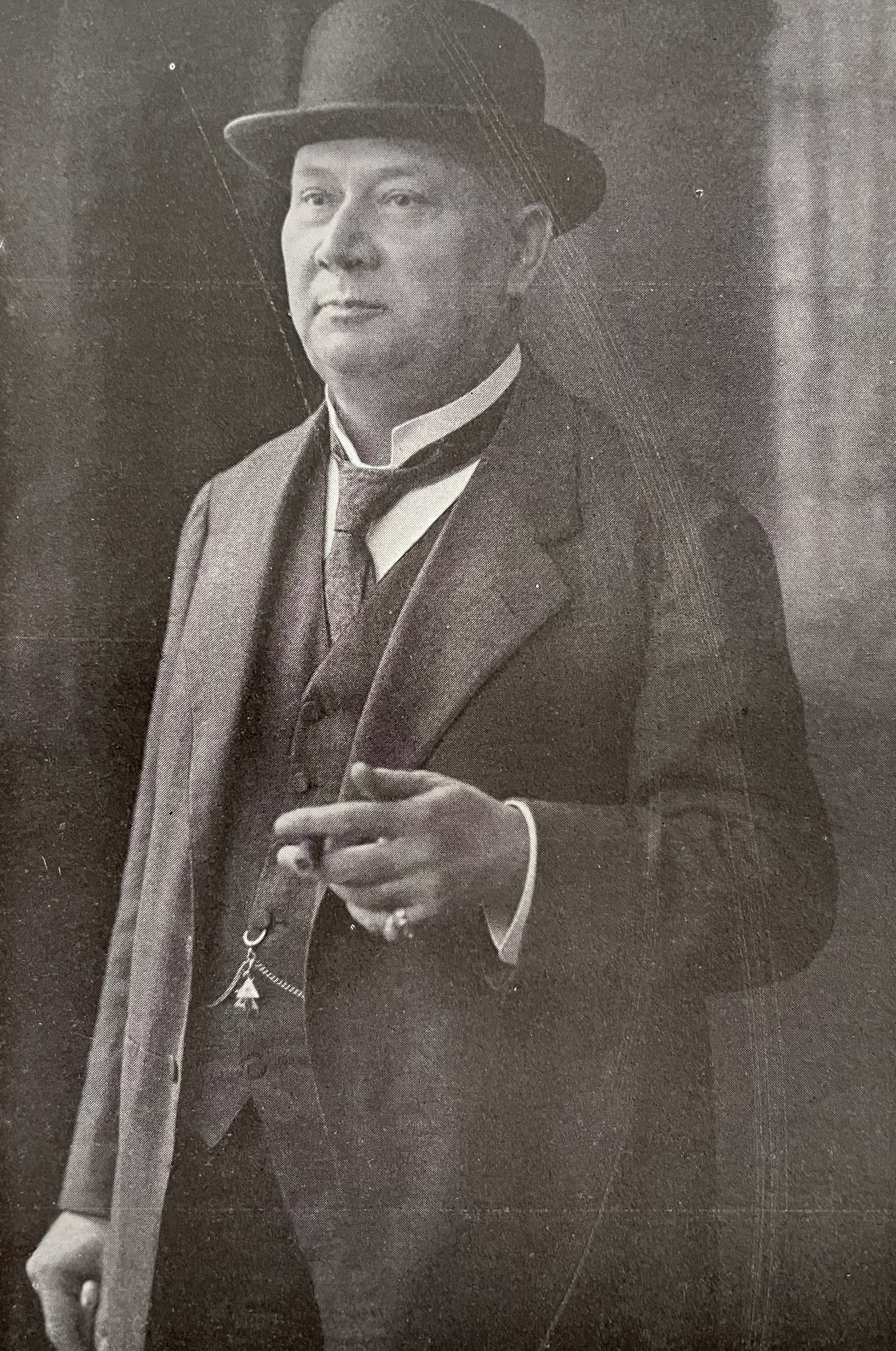
Friedrich Wilhelm Riechmann; * 29. März

- 29. März: Friedrich Wilhelm Riechmann, deutscher Sänger, Schauspieler und Regisseur († 1913)
- 05. April: Joseph Gagnier, kanadischer Klarinettist († 1919)
- 04. Mai: Władysław Floriański, polnischer Sänger und Opernregisseur († 1911)
- 05. Mai: Oskar Zehrfeld, deutscher Komponist und Musikpädagoge († 1936)
- 06. Mai: Henry Robert Rose, britischer Organist und Hochschullehrer († 1911)
- 11. Mai: Léon Ehrhart, französischer Komponist († 1875)
- 15. Mai: Johann Rudolf Krenger, Schweizer Lehrer und Komponist († 1925)
- 16. Mai: Julius Chmel, österreichischer Sänger, Gesangslehrer und Musikverleger († 1939)
- 17. Mai: Georges Gillet, französischer Oboist, Musikpädagoge und Komponist († 1920)
- 29. Mai: Karl Zuschneid, deutscher Musikpädagoge und Komponist († 1926)
- 14. Juni: Wilhelm Bruch, deutscher Dirigent, Kapellmeister und Komponist († 1927)
- 19. Juni: Alfredo Catalani, italienischer Opern-Komponist († 1893)

### Juli bis Dezember
- 03. Juli: Leoš Janáček, tschechischer Komponist († 1928)
- 14. Juli: Xavier Schlögl, belgischer Komponist († 1889)
- 03. August: Fernand de La Tombelle, französischer Komponist und Organist († 1928)
- 06. August: Louis de Gramont, französischer Journalist, Dramatiker und Librettist († 1912)
- 16. August: Robert Brydges Addison, britischer Komponist und Musikpädagoge († 1920)
- 19. August: Helene Hecht, deutsche Salonnière und Mäzenatin († 1940)

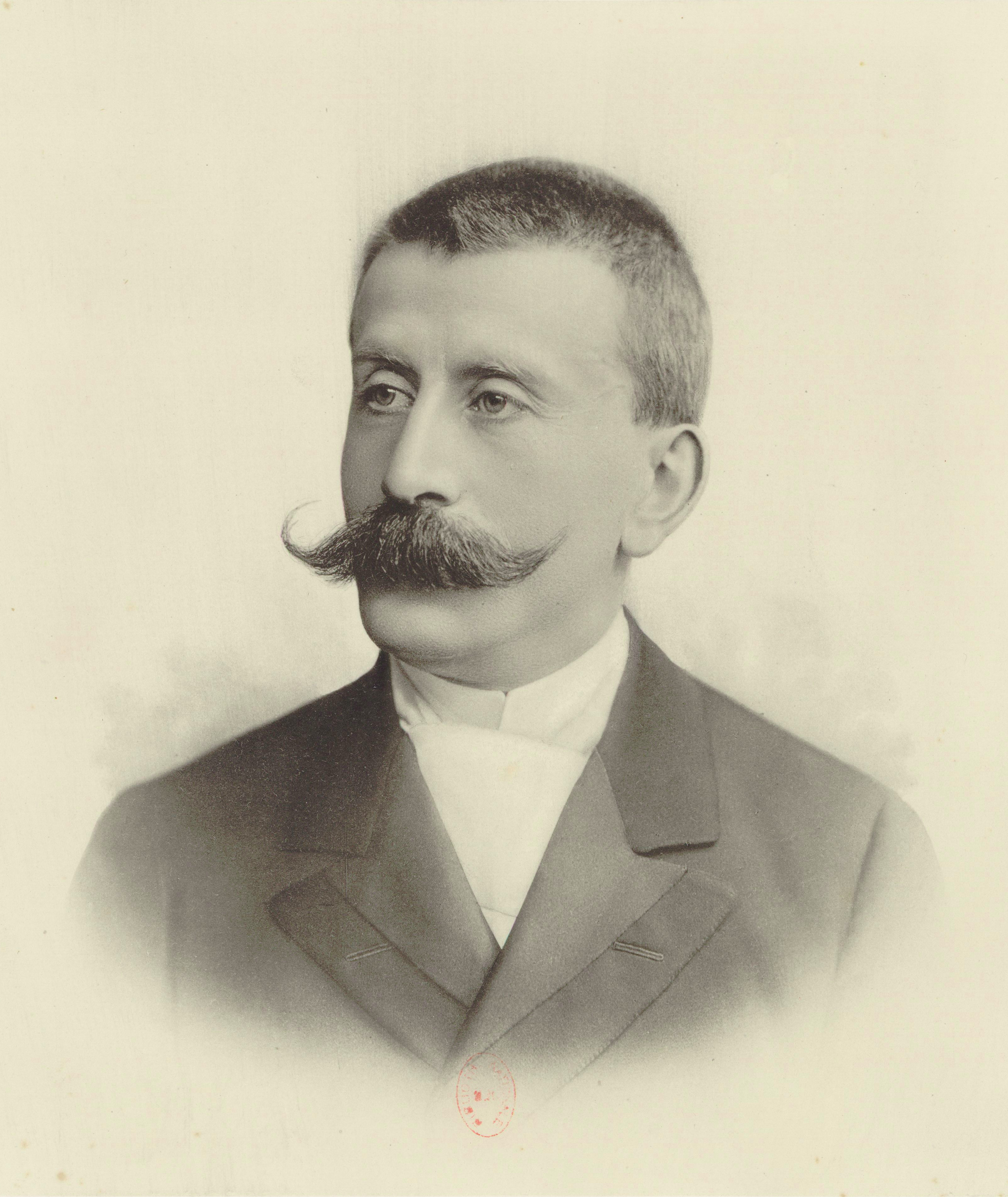
Moritz Moszkowski; * 23. August

- 23. August: Moritz Moszkowski, deutscher Pianist und Komponist († 1925)
- 01. September: Engelbert Humperdinck, deutscher Komponist († 1921)
- 25. September: Roberto Hazon, italienischer Dirigent und Musikpädagoge († 1920)
- 05. Oktober: Emil Wipperich, deutsch-österreichischer Hornist und Musikpädagoge († 1917)
- 18. Oktober: Theodor Salzmann, deutscher Lehrer, Sänger, Komponist und Herausgeber von Musiksammlungen († 1928)
- 29. Oktober: Salvador Llamozas, venezolanischer Pianist, Komponist und Musikjournalist († 1940)

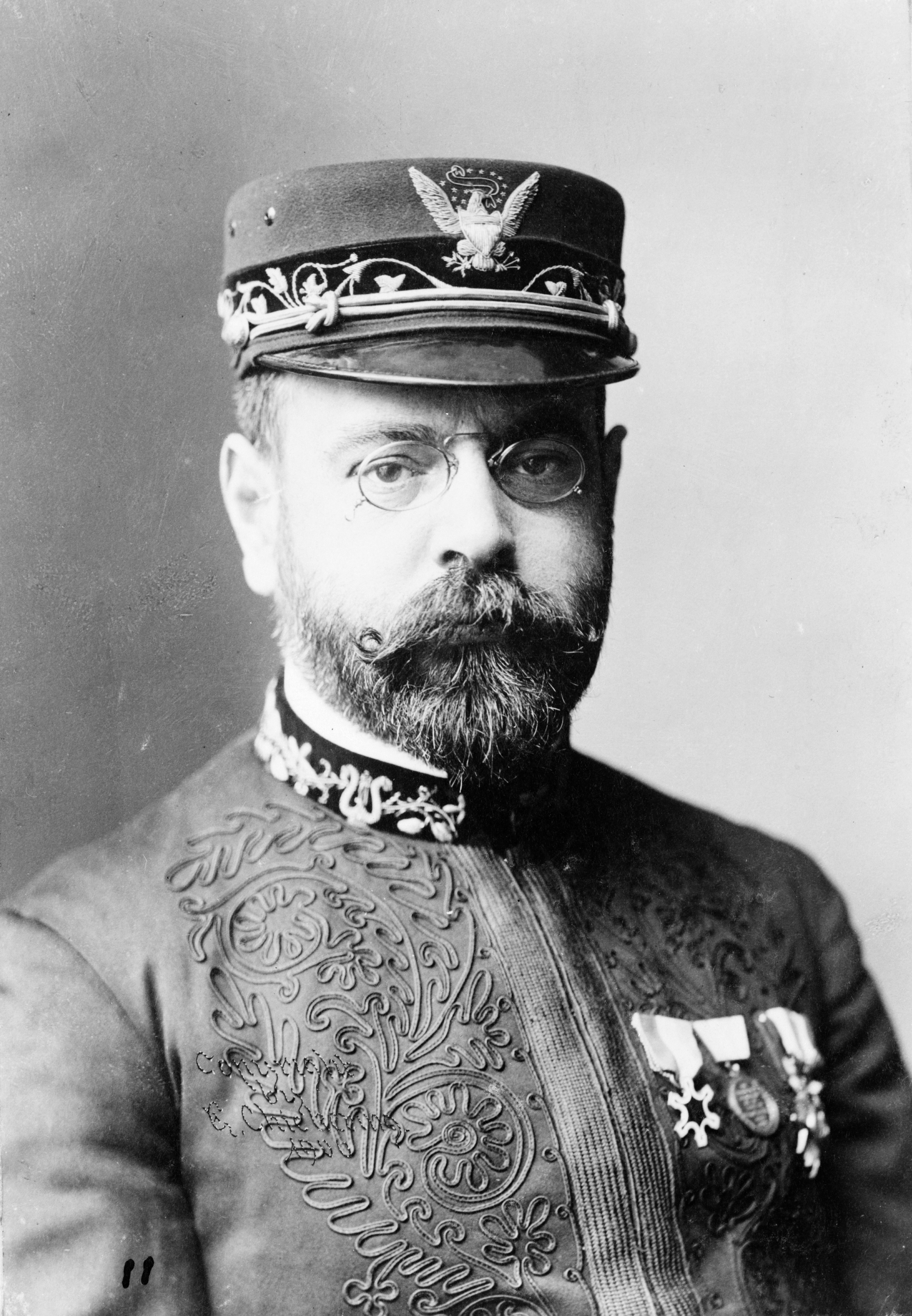
John Philip Sousa; * 6. November

- 06. November: John Philip Sousa, US-amerikanischer Bandleader und Komponist († 1932)
- 08. November: Johannes Schiller, deutscher Klavierbauer († 1927)
- 13. November: George Chadwick, US-amerikanischer Komponist († 1931)
- 16. November: Elisabeth Ziese, deutsche Pianistin und Organistin († 1919)
- 26. November: Hermann Feurich, deutscher Klavierbauer († 1925)
- 26. November: Émile Wambach, belgischer Komponist und Musikpädagoge († 1924)
- 09. Dezember: Pekka Juhani Hannikainen, finnischer Komponist († 1924)
- 17. Dezember: Philipp Wolfrum, deutscher Komponist und Musiker († 1919)
- 23. Dezember: Friedrich Adolf Borsdorf, deutscher Hornist († 1923)

## Gestorben

### Todesdatum gesichert
- 15. Januar: Edouard Boilly, französischer Komponist (* 1799)
- 25. Januar: Jan Georg Bertelmann, niederländischer Komponist (* 1782)
- 27. Januar: Alexander Székely, ungarisch-siebenbürgischer Poet, Kirchenlieddichter und unitarischer Theologe (* 1797)
- 06. Februar: Josef Wagner, deutscher Orgelbauer (* 1796)
- 03. März: Harriet Smithson, irische Theaterschauspielerin und erste Ehefrau des französischen Komponisten Hector Berlioz (* 1800)
- 09. März: Ferdinand Kirms, deutscher Komponist und Kirchenmusiker (* 1824)
- 01. Mai: Jean Coralli, französischer Tänzer und Choreograph (* 1779)
- 18. Mai: Henry Lemoine, französischer Musikverleger und Musikpädagoge (* 1786)
- 31. Mai: Vatroslav Lisinski, kroatischer Komponist (* 1819)
- 15. Juni: Georges Bousquet, französischer Komponist, Dirigent und Musikkritiker (* 1818)

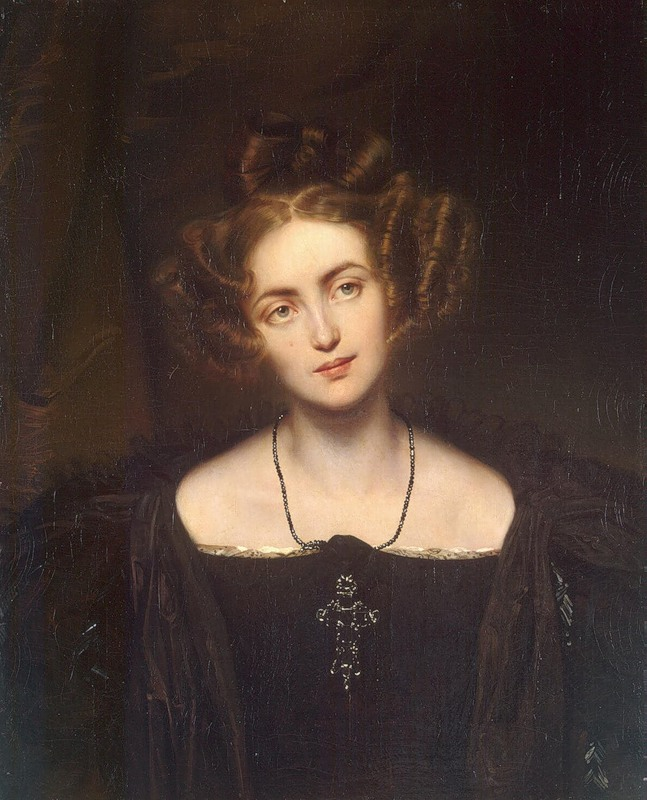
Henriette Sontag; † 17. Juni

- 17. Juni: Henriette Sontag, deutsche Opernsängerin (* 1806)
- 14. Juli: Louis Pierre Martin Norblin, französischer Violoncellist und Musikpädagoge (* 1781)
- 06. August: Alexis de Garaudé, französischer Komponist (* 1821)
- 08. August: Juliette Dillon, französische Pianistin, Klavierimprovisatorin, Organistin, Komponistin und Musikschriftstellerin (* 1823)
- 20. August: Karl Ludwig Drobisch, deutscher Komponist (* 1803)
- 21. August: August Ferdinand Anacker, deutscher Komponist (* 1790)
- 14. September: Henriette Rettich, böhmisch-deutsche Koloratursopranistin (* 1813)
- 19. September: Friedrich von Boyneburgk, deutscher Komponist und Klarinettist sowie Kammerherr (* 1779)
- 04. Oktober: András Bartay, ungarischer Komponist (* 1799)
- 02. November: Anton Pann, rumänischsprachiger Lyriker, Komponist und Musikwissenschaftler (* zwischen 1794 und 1798)
- 04. Dezember: José Joaquín Guarín, kolumbianischer Komponist (* 1825)
- 11. Dezember: Maria Anna de Loor, niederländische Konzertsängerin und Harfenistin (* 1807)

### Genaues Todesdatum unbekannt
- Giacomo Monzino, italienischer Gitarrist und Komponist (* 1772)